# Multimediedesigner
Multimediedesigner kan man kalde sig efter en 2-årig kort videregående uddannelse (KVU) i udvikling af multimedie-produktioner.
Uddannelsen blev lanceret i 2000.
Uddannelsen udbydes bl.a. på Københavns Erhvervsakademi (KEA), Erhvervsakademi Sjælland, Erhvervsakademi Kolding, Erhvervsakademi Aarhus, UCL Erhvervsakademi og Professionshøjskole, Erhvervsakademi Sydvest, Selandia CEU i Slagelse og Professionshøjskolen UCN i Aalborg.
Kravet for at blive optaget som Multimediedesigner er en gymnasial eksamen eller relevant erhvervserfaring inden for teknologi eller medier.

## Links
- Multimediedesign hos Erhvervsakademi Sydvest
- Multimediedesign hos Erhvervsakademi Kolding
- Multimediedesign hos Erhvervsakademi Aarhus
- Multimediedesign hos Erhvervsakademi Lillebælt Arkiveret 12. oktober 2015 hos  Wayback Machine
- multimediedesigner.dk Arkiveret 23. september 2020 hos  Wayback Machine
- Multimediedesigner hos Erhvervsakademi Dania
- Multimediedesigner hos Professionshøjskolen UCN

| Skole | Spire Denne artikel om en skole, en uddannelsesinstitution eller uddannelse er en spire som bør udbygges. Du er velkommen til at hjælpe Wikipedia ved at udvide den. |